# Швейцарская гончая
Швейцарская гончая (нем. Schweizer Laufhund, фр. chien courant suisse) — порода охотничьих собак, выведенная в Швейцарии. Применяется для охоты на зайца, косулю, лисицу и кабана. Использовалась при выведении эстонской гончей.
Различают четыре разновидности породы — бернскую, люцернскую, швицкую и юрскую (бруно), именованных по кантонам происхождения.

## История породы
Порода имеет древнее происхождение. Так, гончие, изображённые на мозаике в Аванше времён Римской империи, имеют сходные черты с современными представителями породы. Подобные изображения есть в кафедральном соборе Цюриха, датируемые 1100 годом, а также на средневековых полотнах со сценами охоты в Швейцарии, за пределами которой уже в то время швейцарские гончие прославились своими качествами работы по следу. В XV веке несколько собак этой породы были вывезены в Италию герцогом Сфорцей.
В XVIII веке швейцарских гончих скрещивали с особо ценившимися в то время за отличные рабочие качества в охоте на зайцев французскими гончими. Французские кинологи также дали высокую оценку рабочим качествам швейцарских гончих — свора из 60 собак пополнила дворцовую псарню Людовика XVI.
Для существовавших пяти внутрипородных типов — бернской, люцернской, турговианской, швицкой и юрской гончей, в 1882 году селекционерами был установлен свой индивидуальный стандарт, однако в 1909 году он был пересмотрен и признан факт полного исчезновения турговианской гончей. Также практически исчез старейший подтип юрской гончей — святого Губерта, чья селекция велась с IX века. Он отличался более массивным и тяжёлым телосложением. Для четырёх оставшихся типов швейцарских гончих 22 января 1933 года был принят единый стандарт.
После выхода в 1896 году в Швейцарии закона, запрещавшего использование на охоте гончих, чей рост в холке превышал 36 см, был выведен новый тип малых швейцарских гончих путём скрещивания гончих «старой» породы с таксами и немецкими барсучьими таксообразными гончими.
В 1954 году швейцарская гончая была официально признана Международной кинологической федерацией и отнесёна к группе гончих и родственных пород, секции гончих и подсекции гончих среднего размера.

## Внешний вид
Собака средних размеров, крепкого сложения, с длинной мордой и длинными висячими ушами, придающими собаке благородное впечатление. Движется легко, ритмично, координировано и размашисто, с очень хорошим толчком задних конечностей. Отношение длины корпуса к высоте в холке ≈ 1,15/1; высоты в холке к глубине груди ≈ 2/1; длины морды к длине черепа ≈ 1/1.
Голова удлинённая, узкая, сухая, затылочный бугор выражен, лобная бороздка и складки на черепе отсутствуют, переход ото лба к морде заметный, но не резкий. Мочка носа полностью чёрного цвета, ноздри хорошо развиты и широко открыты, морда узкая, спинка носа прямая или чуть выпуклая. Челюсти крепкие, прикус полноценный и регулярный ножницеобразный. Глаза почти овальной формы, среднего размера, тёмные или светло-коричневого цвета в тон окраса. Уши длинные, висячие, посажены ниже уровня глаз, ближе к задней части черепа.
Шея длинная, мускулистая, без явно выраженного подвеса, вместе со спиной, крупом и хвостом формирует гармоничный и благородный контур. Холка хорошо выражена, спина крепкая и прямая, поясница гибкая и мускулистая, круп длинный, немного наклонный, маклаки не просматриваются. Грудь скорее глубокая, чем широкая, грудная клетка с умеренно округлыми рёбрами, живот немного подобранный. Хвост средней длины, саблевидный, изящно сужается к концу, хорошо покрыт шерстью, является гармоничным продолжением линию крупа. В покое или при движении в медленном темпе свисает прямо или с небольшим изгибом на конце; если же собака возбуждена или двигается быстро, хвост несётся выше линии спины, но не закручивается над крупом и не сворачивается в кольцо.
Передние конечности очень мускулистые, не тяжёлые. Угол плече-лопаточных сочленений равен приблизительно 100°. Локти хорошо прижаты к груди, предплечья прямые и широкие, запястные суставы крепкие. Пясти короткие, при осмотре спереди продолжают вертикальную линию предплечий; при осмотре сбоку — слегка наклонные. Задние конечности очень мускулистые, бёдра длинные и наклонные, угол тазо-бедренных сочленений — приблизительно 110°, угол коленных суставов — приблизительно 120°, угол скакательных суставов — приблизительно 130°. Плюсны достаточно короткие, прямые и параллельные, без прибылых пальцев. Передние и задние лапы округлой формы, пальцы собранные и сводистые, подушечки твёрдые и плотные, когти окрашены в тон основного окраса.
Кожа тонкая и эластичная, плотно прилегает к телу, её цвет зависит от типа гончей: чёрный под чёрной шерстью, бело-чёрный (мраморный) под белой шерстью у бернской гончей; чёрный под чёрной шерстью, немного светлее под рыжей шерстью у юрской гончей; чёрный под чёрной шерстью, немного светлее под голубо-чалой шерстью у люцернской гончей; тёмно-серый под оранжевой (апельсиновой) шерстью, бело-чёрный (мраморный) под белой шерстью у швицкой гончей.
Шерсть короткая, хорошо прилегающая и плотная, тонкая и короткая на голове и ушах.
- Бернская гончая трёхцветного окраса, при котором на белом фоне разбросаны чёрные пятна и крап или спину покрывает чёрная мантия, над глазами и на морде рыжие подпалины[1][2].

- Люцернская гончая серебристо-голубого окраса из комбинации серых и белых волос, с чёрными пятнами или чёрной мантией и ярко-рыжими подпалинами[1][2].

- Швицкая гончая имеет основной белый фон с оранжевыми (апельсиновыми) пятнами (иногда с крапом) или оранжевой (апельсиновой) мантией. Допустим сплошной рыжий окрас[1][2].

- Юрская гончая чёрного с ярко-рыжими подпалинами или чепрачного окраса, иногда с небольшими белыми пятнами на груди с небольшим чёрным или серым крапом. Это самая тяжёлая из швейцарских гончих, по форме головы схожая с бладхаундом[1][2].

Высота в холке кобелей — 49—59 см, сук — от 47 до 57 см. Вес — от 27 до 30 кг.

## Темперамент, содержание и уход
Подвижная, деликатная, послушная, ласковая и очень преданная хозяину собака. Не склонна к выяснению отношений с сородичами, в связи с чем отлично уживается в большой стае. Вынослива, хорошо приспособлена к работе в условиях сложного горного рельефа, нередко уже на первом году жизни. В работе азартна, вязка, охотится в независимой манере. Имеет прекрасное чутьё, отличается приятным, доносчивым и, в отличие от малой швейцарской гончей, более низким голосом.
Швейцарская гончая универсальна и успешно используется для охоты на кабана, косулю, лисицу и зайца. По следу идёт спокойно и неторопливо, при встрече со зверем держит дистанцию. В Швейцарии на зайца охотятся преимущественно с одной гончей, в то время как во Франции чаще применяется свора из 15—20 собак.
Собаки этой породы нуждаются в регулярных физических нагрузках, уход за шерстью сводится к чистке щёткой.